# Åsenhöga församling
Åsenhöga församling är en församling i Östbo-Västbo kontrakt i Växjö stift i Svenska kyrkan. Församlingen ligger i Gnosjö kommun och ingår i Gnosjö pastorat.
Församlingens kyrkor är Åsenhöga kyrka och Marieholms kyrka.

## Administrativ historik
Församlingen har medeltida ursprung.
Församlingen var fram till 1552 annexförsamling i pastoratet Kulltorp, Gnosjö, Åsenhöga och Källeryd. Sedan var den till 1962 moderförsamling i pastoratet Åsenhöga och Källeryd och från 1962 moderförsamling i pastoratet Åsenhöga, Källeryd och Kävsjö, där från 1 mars 1993 Kävsjö tog över som moderförsamling. Från 2018 ingår församlingen i Gnosjö pastorat. 